# Oetternbach

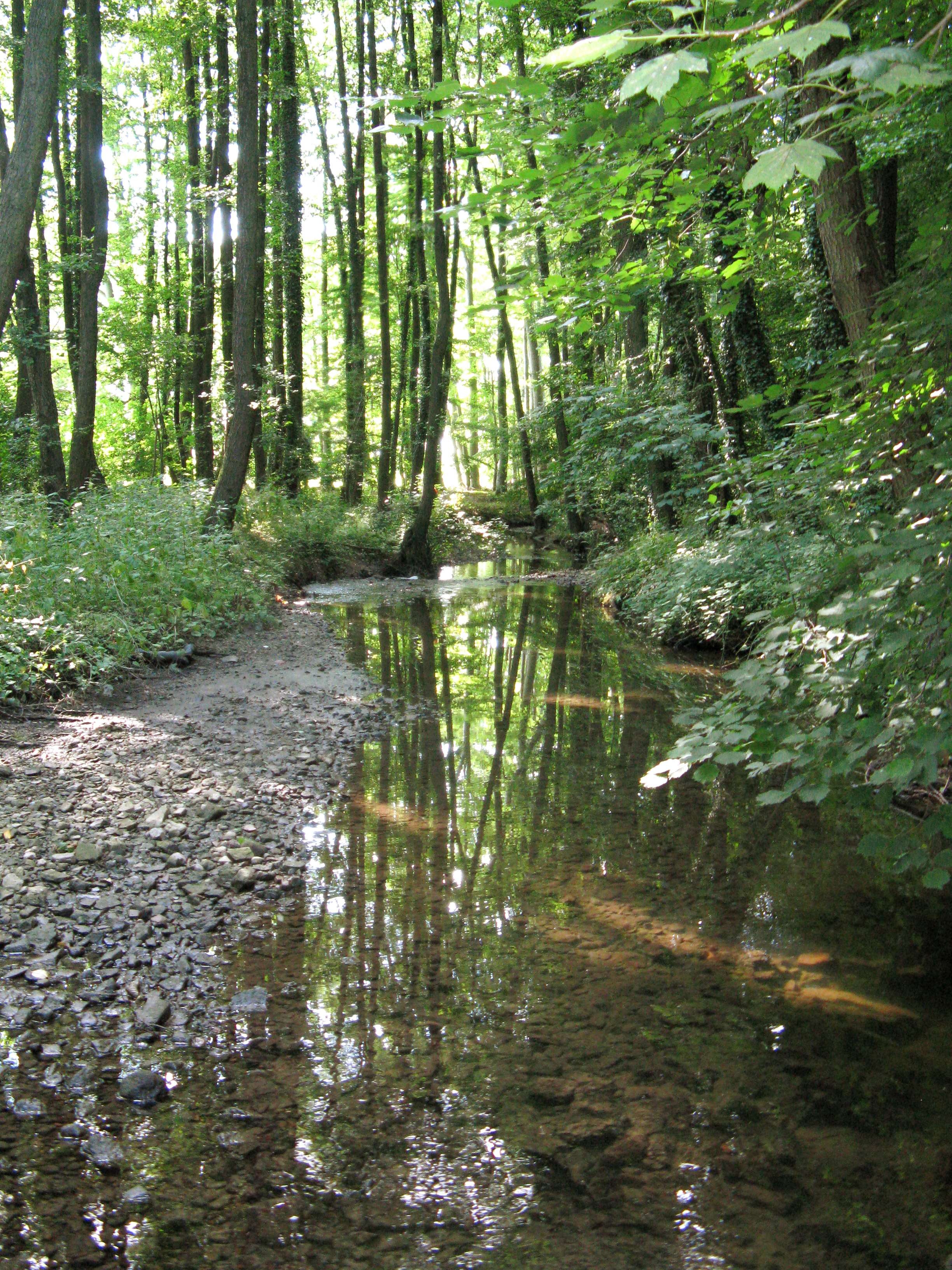
Der obere Oetternbach im Naturschutzgebiet

Der Oetternbach (auch "Ötternbach"), im Oberlauf Röhrentruperbach, ist ein 16,7 km langer, orografisch linker Nebenfluss der Bega im Nordosten des deutschen Bundeslandes Nordrhein-Westfalen.
Seinen Namen hat der Oetternbach vom Otter bekommen (1613 Otterbeke). Dieser lebte bis 1572, als der letzte Otter in Heiden gefangen wurde, am Oetternbach. Der Otter wurde wegen seines dichten Fells und dem in der damaligen Volksmedizin geschätzten Otternfett häufig gejagt.

## Geographie

### Verlauf
Der Oetternbach entspringt auf 195 m ü. NHN am Fuße des 260 Meter hohen Mönkebergs. Direkt nach seiner Quelle durchfließt er den Oetternteich und fließt in Richtung Süden. Der Bach erreicht den nördlichen Stadtrand Detmolds und somit den Ortsteil Klüt, wendet sich von dort an zunächst kurz in Richtung Westen und dann in Richtung Nordwesten. Er erreicht Lagenser Stadtgebiet, fließt südlich an Heiden und östlich an Lage vorbei und mündet nach einer Gesamtlänge von 16,7 km linksseitig in die Bega.

## Zuflüsse
Der Oetternbach besitzt einige Zuflüsse, die im Folgenden von der Quelle aus betrachtet werden:
- Lossbrucherbach: 1,142 km langer, rechter Zufluss
- Dehlentruperbach: 1,027 km langer, linker Zufluss
- Klüterbach: 1,591 km langer, linker Zufluss
- Sylbecke: 4,504 km langer, linker Nebenfluss: Von Osten kommend durchfließt die Sylbecke die nördlichen Detmolder Stadtteile Hakedahl und Klüt und mündet bei Jerxen in den Oetternbach.
- Bremkerbach: 3,093 km langer, rechter Zufluss
- Heidelsche-Bach: 1,099 km langer rechter Zufluss
- Siekbach: 3,455 km langer, rechter Zufluss

Alle Längenangaben gemäß Landesvermessungsamt Nordrhein-Westfalen 

## Umwelt
Nach einer Erhebung von Gewässergütedaten aus dem Jahr 2001 wird der Oetternbach der Gewässergüteklasse III zugeordnet. Dies bedeutet, dass der Bach kritisch belastet ist.
Neuere Untersuchungen aus dem Jahr 2008 zeigen eine verbesserte Gütesituation. Der Oberlauf und der Unterlauf des Oetternbaches werden der Gewässergüteklasse II zugeordnet. Der Mittellauf zwischen Einmündung der Sylbecke und des Fellenbaches weist eine schlechtere Wasserqualität auf und wird der Güteklasse II-III (kritisch belastet) zugerechnet.
Im Juli 2006 kam es zu einem Fischsterben im Oetternbach. Dieses wurde durch Verschmutzung des Baches mit großen Mengen Gülle verursacht.

### Schutzgebiete
Im Bereich des Oetternbachs und seines Umlands sind in den Jahren 2006 und 2009 die drei insgesamt rund 300 Hektar großen Naturschutzgebiete „Oetternbach“ ausgewiesen worden.
Nördlich von Hardissen ist entlang des Oetternbachs das Naturschutzgebiet „Hardisser Moor“ ausgewiesen.